# Madcon
Madcon je norské hip hopové hudební duo, které vzniklo roku 1992. Skládá se ze dvou členů, kterými jsou Tshawe Baqwa a Yosef Wolde-Mariama. Do roku 2018 vydali celkem osm alb, známými se stali díky své verzi písně "Beggin" od skupiny The Four Seasons z roku 1967, kterou vydali v roce 2007. V domovském Norsku získali hudební ocenění za nejlepší videoklip.
Svůj název převzali z anglické fráze "mad conspiracy" (šílené spiknutí).

## Členové

### Yosef Wolde-Mariam
Yosef Wolde-Mariam (* 4. srpna 1978) je etiopsko-norský televizní moderátor a rapper. Jeho rodiče pocházeli z Etiopie a z Eritrey. Wolde-Mariam vyrůstal ve městě Grefsen v Norsku se svou matkou a během života se mnohokrát stěhoval, postupně žil v Røykenu, Grønlandu, Grünerløkce a Bekkelagetu.
V roce 2012 byl mentorem v norské verzi soutěže The Voice s názvem The Voice: Norges beste stemme, která byla vysílána na norském televizním kanálu TV 2.

### Tshawe Baqwa
Tshawe Baqwa (* 6. ledna 1980 Saarbrücken, Německo) je jihoafricko-německo-norský rapper a televizní moderátor.
V roce 1994, ve svých 14 letech, se Baqwa přestěhoval se svými rodiči do Jihoafrické republiky, v období po prvních demokratických volbách v zemi. Nakonec se však vrátil do Norska, aby se dále věnoval hudební kariéře. V roce 2007 se Baqwa zúčastnil a vyhrál třetí sezónu norské taneční soutěže Skal vi danse? (obdoba českého Stardance), která byla vysílána na norském televizním kanálu TV 2. Ačkoliv porota v soutěži upřednostnila finalistku, modelku Monu Grudt, Baqwa zvítězil díky hlasům veřejnosti. V roce 2011 také pracoval jako dabér pro film Rio, kde namluvil postavu jménem Nico.

## Kariéra
Svůj první singl "God Forgive Me" vydalo duo v roce 2000 u vydavatelství Virgin Records, avšak jejich první komerční průlom přišel až v roce 2002 s hitem "Barcelona", který vydali ve spolupráci s dlouholetými spolupracovníky, norským duem Paperboys u vydavatelství Bonnier Amigo se sídlem ve Stockholmu ve Švédsku.
V roce 2004 vydalo duo své první oficiální album s názvem It's All a Madcon prostřednictvím labelu AA-Recordings/Bonnier Amigo, za které získali norskou hudební cenu Grammy a několik dalších ocenění. V roce 2005 se Madcon stali hlavními postavami show The Voice of Madcon na severském hudebním kanálu The Voice. Show, která poskytovala zákulisní pohled na duo, byla velkým úspěchem jak pro Madcon, tak pro samotnou stanici.
Jejich druhé album So Dark, The Con of Man bylo vydáno 3. prosince 2007. Ve Spojeném království dosáhlo album 137. místa v žebříčku a v Norsku získalo zlatou a platinovou desku. Na albu hostovala společně s Madconem také soulová zpěvačka Noora Noor a ve dvou písních také duo Paperboys.
V roce 2007 vydalo duo coververzi písně z roku 1967 "Beggin" od kapely The Four Seasons, díky níž se umístili na předních místech v hitparádách ve Francii, Portugalsku, Norsku a Rusku. Verze byla populární také v USA. V Norsku získali 9× platinovou desku a na prvním místě oficiálního norského prodejního žebříčku se udrželi 12 týdnů, což tak z písně činí jeden z největších hitů všech dob v rámci norských písní. Tento cover písně vytvořil producent 3Elementz (nyní znám jako ELEMENT), který také produkoval stejnojmenný singl z alba "So Dark, The Con of Man". Na World Music Awards v roce 2008 bylo duo oceněno jako nejprodávanější norští hudebníci.
Třetí album dua s názvem Inconvenient Truth, bylo v Evropě vydáno až v polovině roku 2009 a bylo také produkováno producentem ELEMENTem. Skupina se dočkala i dalších významných vydání, včetně těch v USA, Japonsku a Austrálii.
V roce 2010 vystoupilo duo během televizní přestávky na soutěži Eurovision Song Contest 2010 s písní "Glow". Tento singl se stal jedním z největších hitů všech dob v Norsku, kde získal mnohá ocenění, kupř. platinovou desku, kterou byl oceněn také Německu. Platinovou desku získali také s hitem "Freaky Like Me" z roku 2010, na kterém se podílela zpěvačka Ameerah a produkoval jej nizozemský hudebník DreamRoc'a, známý také jako TJ Oosterhuis. Hit se stal v pořadí již třetím světově proslaveným hitem skupiny.

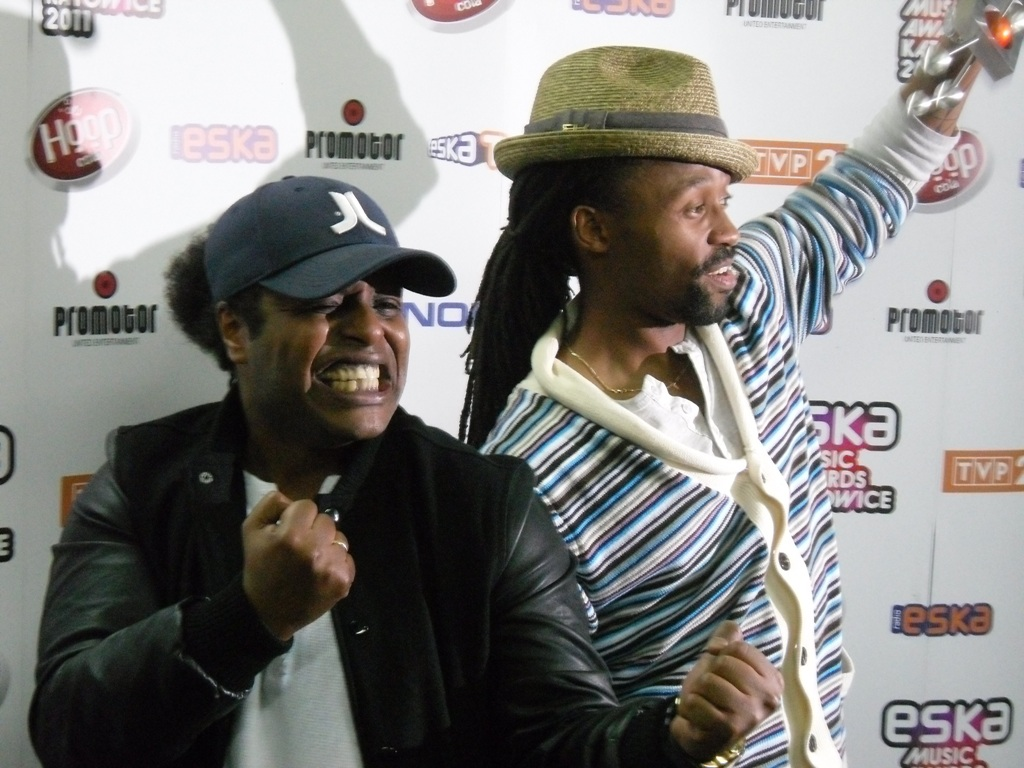
Duo Madcon na udílení cen Eska Music Awards v roce 2011

V roce 2011 získalo duo cenu pro Mezinárodní skupinu roku během udílení cen ESKA Music Awards 2011 v Polsku.
V roce 2012 bylo na duo Madcon během ceremoniálu udílení norských hudebních cen Spellemannsprisen nevhodně poukázáno jako "moccha men" (mocha - káva s čokoládovou příchutí). Tento komentář měl být zřejmě neškodným vtipem, ovšem byl vnímán jako rasistický. Následující den však duo Madcon na sociálních sítích uvedlo, že záležitost byla vyřešena a uzavřena. V roce 2012 byl Wolde-Mariam mentorem v norské verzi The Voice, známé jako The Voice: Norges beste stemme, vysílaném na TV 2.
V roce 2015 vydali Madcon píseň "Don't Worry" s Rayem Daltonem. Píseň se opět stala velice úspěšnou ve světových žebříčcích.

### Odraz písně "Beggin" v kultuře
Coververze písně "Beggin'" od Madcon byla použita v několika filmech, jako Let’s dance 3D, Street Dance 3D, či Zkus mě rozesmát a v upoutávce na film Zkažená úča (Bad Teacher). V roce 2012 ji v pěvecké soutěži American Idol zpívali Philip Phillips a také Bill Downs a Max Milner během soubojových kol v první sérii The Voice UK.
V roce 2021 se Madcon objevili v norském televizním seriálu Exit během 7. epizody 2. série, kde ztvárnili hudební duo pozvané na venkovní party. Mezi jinými písněmi je slyšet také jejich coververze písně "Beggin'".

## Hudební žánr
Skupina sama popisuje svůj hudební žánr jako mix retro-městské hudby s vlivy soulu, funku a hip hopu. Hudba obsahuje také prvky z reggae, africké hudby a latinskoamerické hudby.

## Diskografie
- It's All a Madcon (2004)
- So Dark the Con of Man (2007)
- An InCONvenient Truth (2008)
- Contraband (2010)
- Contakt (2012)
- Icon (2013)
- Contakt Vol. 2 (2018)